# Rudakov
Rudakov je priimek več oseb:
- Aleksej Rudakov, ruski filmski režiser
- Aleksander Rudakov, ruski diplomat
- Aleksandr Petrovič Rudakov, sovjetski politik, sekretar CK KPSZ

- Aleksander Ilič Rudakov, ruski viceadmiral in guverner Aljaske
- Igor Rudakov, ruski veslač
- Jurij Rudakov,
- Mihail Vasiljevič Rudakov, sovjetski general
- Zaharij Jakovlevič Rudakov, sovjetski general